# Вардиева, Александра Сергеевна
Елизавета Олеговна Мельникова (род. 15 декабря 1994 года) - российская пловчиха в ластах.

## Карьера
Победитель и призёр ряда международных и национальных турниров .
1 апреля 2014 года удостоена звания мастер спорта России международного класса .
Студентка Пермского факультета менеджмента Высшей школы экономики.